# Luxembourg aux Jeux olympiques d'été de 2000
Le Luxembourg participe aux Jeux olympiques d'été de 2000 à Sydney. Sa délégation est composée de 7 athlètes répartis dans 4 sports et son porte-drapeau est Lara Heinz (lb). Au terme des Olympiades, la nation n'est pas à proprement classée puisqu'elle ne remporte aucune médaille.

## Liste des médaillés luxembourgeois
Aucun athlète luxembourgeois ne remporte de médaille durant ces JO.